# Theodoros Pangalos (politicus)
Theodoros Pangalos (Grieks: Θεόδωρος Πάγκαλος) (Elefsina, 17 augustus 1938 – Athene, 31 mei 2023) was een Grieks jurist, econoom en politicus. Tussen 7 oktober 2009 en 17 mei 2012 was hij vicepremier van Griekenland.

## Biografie
Theodoros Pangalos is in 1938 geboren als de kleinzoon van de gelijknamige generaal en dictator Theodoros Pangalos. Hij studeerde rechtswetenschappen en economie aan de Universiteit van Athene. In 1973 promoveerde hij in het vak economische wetenschappen aan de Universiteit van Parijs (toen nog Sorbonne genaamd), waar hij tot 1978 werkzaam was als docent, onderzoeker en als directeur van het Instituut voor Economische Ontwikkeling.

## Politiek
Pangalos nam deel aan het verzet tegen het Griekse Kolonelsregime (1967–1973), dat hem in 1968 de Griekse nationaliteit afnam. Sinds zijn eerste verkiezing in 1981 vertegenwoordigt hij Attika als afgevaardigde van de PASOK in de Vouli, het parlement van Griekenland.
Pangalos heeft verschillende (onder)ministersposten bekleed. Zo was hij van 1982 tot 1989 achtereenvolgens onderminister van Handel en Buitenlandse Zaken. Van 1989 tot 1993 vertegenwoordigde hij Griekenland bij de Raad van Europa. Tussen 1993 en 1994 was hij wederom onderminister van Buitenlandse Zaken en daarna enkele maanden minister van Transport en Communicatie. Uiteindelijk werd hij in 1996 benoemd tot minister van Buitenlandse Zaken. Deze post bekleedde hij tot 18 februari 1999. Hierna was hij nog een half jaar minister van Cultuur en Sport. Tussen 7 oktober 2009 en 17 mei 2012 was hij vicepremier in het Kabinet-Papadimos. Deze functie bezette hij ook al in het Kabinet-Papandreou.